# Ньирбельтек
Ньирбельтек (венг. Nyírbéltek) — посёлок(надькёжег) в медье Сабольч-Сатмар-Берег в Венгрии. Посёлок занимает площадь 62,17 км², на которой проживает 2997 жителей.

## История
Впервые упоминается в 1265 году в правление Иштвана V.
К концу XVII века поселение практически обезлюдело, но затем его население восстановилось за счёт русинов греко-католического вероисповедания. Ещё в 1920 году в нём проживало 1514 христиан восточного обряда, 710 римо-католиков, 237 реформатов, 121 иудей и 2 евангелиста.

## Население
| Год  | Численность | Численность |
| ---- | ----------- | ----------- |
| 2013 | 2990        | [ 2 ]       |
| 2014 | 2967        | [ 3 ]       |
| 2015 | 2949        | [ 4 ]       |
| 2021 | 2874        | [ 5 ]       |
| 2022 | 2801        | [ 6 ]       |
| 2023 | 2723        | [ 7 ]       |
| 2024 | 2690        | [ 1 ]       |